# Tharp's Log
 (juin 2020).
Tharp's Log est un tronc de séquoia géant dans le comté de Tulare, en Californie, dans l'ouest des États-Unis. Situé dans la Giant Forest du parc national de Sequoia, il est rendu remarquable par la cabane en rondins qui a été construite à l'intérieur de l'arbre mort par un pionnier appelé Hale Tharp en 1861. Il est inscrit au Registre national des lieux historiques depuis le 8 mars 1977.